# Blinker
Série
Blinker et le joyau Bagbag
(2000)
Pour plus de détails, voir Fiche technique et Distribution.
Blinker est un film familial belge, sorti en 1999. Il est réalisé par Filip Van Neyghem, sur un scénario de Rudi Van Den Bossche adapté du roman pour la jeunesse de Marc de Bel. Le film met en vedettes Joren Seldeslachts, Melissa Gorduyn, Matthias Meersmans et Benny Claessens. La suite, Blinker and the Bagbag jewel, est sortie en 2000.

## Synopsis
À Kruisem, Blinker profite de vacances d’été heureuses avec ses amis Jonas et Mats, et son chien Sadee. Lors d’une de leurs baignades dans l’étang du parc du château, Blinker se retrouve pris dans une chaîne sous l’eau. Quand il essaie de se libérer de toutes ses forces, il croit voir un crâne au fond. Une fois sur la terre ferme, Blinker raconte avec enthousiasme qu’il y a un cadavre au fond de l’étang, mais personne ne le croit. Pendant ce temps, sa petite amie, Nelle, est arrivée au village. La fête du village approche et les répétitions sur scène ont commencé. Blinker décide également de participer à un concours d’inventeurs. Mais lorsque le chien de Jonas et Sadee disparaît, le souvenir du crâne lui revient en mémoire et Blinker part enquêter avec ses amis.

## Distribution
- Joren Seldeslachts : Blinker
- Melissa Gorduyn : Nelle
- Benny Claessens : Mats
- Saskia Aelen : Vicky
- Matthias Meersmans : Jonas
- Warre Borgmans : Papa
- Els Olaerts : Maman
- Chris Lomme : Grand-mère
- Mieke Verheyden : Mlle Slick
- Nathalie Meskens : Elle
- Kristof Verhassel : Knots, membre des Red Vampires
- Han Coucke : Skunk (Red Vampires)
- Tim van Hoecke : Rod (Red Vampires)
- Luk D'Heu : Garde-forestier
- Gerda Tilman : la Baronne
- Eric Broeckx : Maître Alex
- Jelle Cleymans : Steef
- Walter Van Roy : l’Oncle[2]
- Benjamin Van Tourhout : Peter
- Sjarel Branckaerts : M. Strepers
- Marc de Bel : Propriétaire du magasin
- Senne Dehandschutter : Frankie
- Edith Van De Schoor : la Tante
- Guy Bernaert : le Bourgmestre